# سولوی تو
سولوی تو (به هندی: Tumhari Sulu) فیلمی محصول سال ۲۰۱۷ و به کارگردانی کبیر کاشیک است. در این فیلم بازیگرانی همچون ویدیا بالان، نیها دوپیا، ماناو کائول، آبیشک شارما، آیوشمان کورانا ایفای نقش کرده‌اند.